# End of the Line (piosenka)
End of the Line – piosenka amerykańsko-brytyjskiej supergrupy Traveling Wilburys. Utwór, który był ostatnią ścieżką na ich debiutanckim albumie Traveling Wilburys Vol. 1 (1988), wydano w styczniu 1989 roku na singlu. W nagraniu, oprócz Boba Dylana, wszyscy muzycy, czyli George Harrison, Jeff Lynne, Roy Orbison i Tom Petty (wtrącenia), wykonali główne partie wokalne.

## Teledysk
Wideoklip promujący piosenkę „End of the Line” wyreżyserował Willy Smax. Zdjęcia do filmu zostały zrealizowane w grudniu 1988 roku, niedługo po nagłej śmierci Orbisona (atak serca). W klipie pojawili się pozostali członkowie zespołu Traveling Wilburys podróżujący pociągiem, którzy grają i śpiewają. W filmie muzycy uhonorowali zmarłego kolegę z zespołu – gdy słychać śpiew Orbisona, ujęcie jest skierowane na bujany fotel w centrum wagonu z usadowioną na nim gitarą należącą do nieżyjącego muzyka, chwilę później artyści kierują wzrok w ten fotel, a kadr skupiany jest na, opartej o ścianę, fotografii przedstawiającej sylwetkę Orbisona.
Perkusista sesyjny Jim Keltner, który wziął udział w nagraniu piosenki i wideoklipu powiedział: „Kręcenie teledysku było dziwnym i smutnym doświadczeniem (…) Właściwie było to surrealistyczne, ponieważ spędzasz tam kolejne godziny wykonując mnóstwo ujęć, a cały czas tam stało to krzesło z samą gitarą na nim”.

## W prasie
W 1989 roku, gdy singiel z piosenką trafił na europejski rynek, redakcja branżowego czasopisma „Music & Media” napisała o „End of the Line”: „Następne przytulne spotkanie ambasadorów przeszłości. Tym razem [piosenka] stylistycznie zdominowana przez George’a Harrisona”.

## Listy przebojów
| Kraj   | Lista                          | Pozycja | Źr.    |
| ------ | ------------------------------ | ------- | ------ |
| AU     | Top 100 Singles                | 12      | [ 10 ] |
| BE-VLG | Ultratop 50 Singles (Flandria) | 39      | [ 11 ] |
| EU     | European Airplay Top 50        | 14      | [ 12 ] |
| NL     | Single Top 100                 | 50      | [ 13 ] |
| IE     | Top 100 Singles                | 14      | [ 14 ] |
| NZ     | Top 40 Singles                 | 11      | [ 15 ] |
| GB     | Official Singles Chart Top 100 | 52      | [ 16 ] |
| US     | Hot 100                        | 63      | [ 17 ] |
| US     | Album Rock Tracks              | 2       | [ 18 ] |

| Kraj | Lista             | Pozycja | Źr.    |
| ---- | ----------------- | ------- | ------ |
| CA   | „RPM” Top Singles | 65      | [ 19 ] |

## Personel
Źródło: 
- George Harrison – wokal główny, gitary, chórki
- Tom Petty – wokal główny, gitara akustyczna, chórki
- Jeff Lynne – wokal główny, gitary, gitara basowa, chórki
- Roy Orbison – wokal główny, gitara akustyczna, chórki
- Bob Dylan – gitara akustyczna, chórki
- Jim Keltner – bębny/perkusja
- Ray Cooper – instrumenty perkusyjne

## W popkulturze
Filmy
- 1989: Checking Out (komedia, prod. USA)[20]
- 2004: Terminal (tylko w promujących film telewizyjnej reklamie i zwiastunie kinowym)[21]
- 2007: Wpadka (tylko w promujących film telewizyjnej reklamie i zwiastunie kinowym)[21]
- 2016: Moje wakacje z Rudym (komedia familijna, prod. Australia; napisy końcowe)[22]

Seriale telewizyjne
- 2000: Jedną nogą w grobie (komedia, prod. Wielka Brytania; ostatni utwór muzyczny w ostatnim odcinku serialu, „Things Aren’t Simple Any More”)[23]
- 2015: Parks and Recreation (komedia, prod. USA)[24]